# Nicolas Oudinot
Pour les articles homonymes, voir Oudinot.

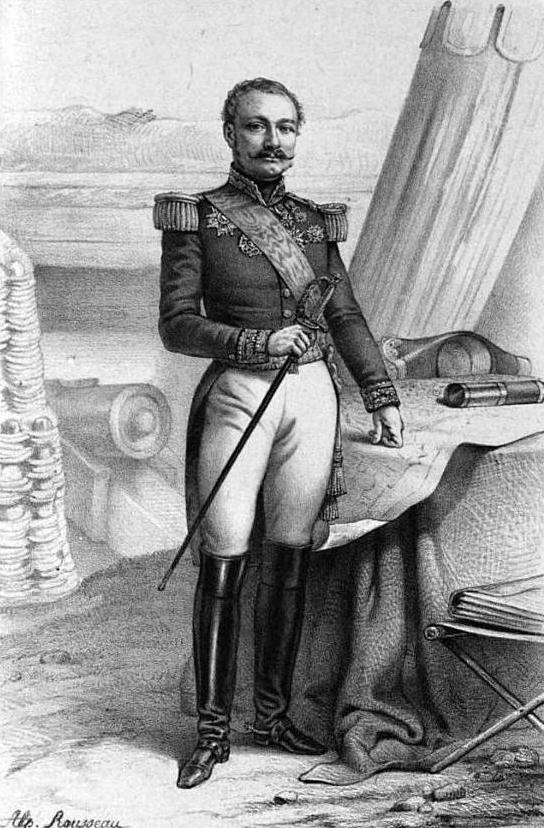
Le général Oudinot.

Nicolas-Charles-Victor Oudinot, né le 3 novembre 1791 à Bar-le-Duc, est le fils aîné du maréchal d'Empire Charles Oudinot. Député de Maine-et-Loire sous la monarchie de Juillet, 2e duc de Reggio après le décès en 1847 de son père, grand chancelier de la Légion d'honneur et gouverneur des Invalides, il est mort le 7 juillet 1863 à Paris. Il est inhumé au cimetière du Père-Lachaise à Paris dans la 45e division.

## Jeunes années d'un hussard lorrain
En 1805, l’Empereur nomma ce fils d'officier supérieur lorrain son premier page et au congrès d'Erfurt en 1808, il fit, en cette qualité, la campagne de 1809, pendant laquelle, de trois champs de bataille différents, Napoléon Ier l’envoya en France rendre compte au Sénat de la situation de l’armée.
Nommé successivement lieutenant au 5e de hussards et aide de camp de Masséna pendant la campagne de Portugal, le fils du « Bayard de l'armée française » rentra en France en 1811 et fut incorporé dans la Garde. C’est dans ce corps d’élite qu’il fit les campagnes de Russie, de Saxe et de France.
En 1814, l’Empereur, au moment de quitter Fontainebleau, remit au maréchal Oudinot, pour son fils, un brevet de colonel. Louis XVIII confirma cette nomination le 27 avril, et chargea le colonel Oudinot d’organiser le régiment des hussards du roi.
Les Oudinot père et fils se rallient au gouvernement de la Restauration. Ils restèrent étrangers à tout commandement pendant les Cent-Jours.
Il épouse le 20 mars 1820 à Paris, Eulalie Minguet (1802-1886), fille de Louis Minguet, banquier parisien. Ils auront un fils, Charles Oudinot (1821-1889), 3e duc de Reggio.

## Officier de la cavalerie du Roi
En septembre 1815, il forma à Lille le régiment de hussards du Nord, dont il conserva le commandement jusqu’en 1822, époque où il fut mis à la tête du 1er régiment de grenadiers à cheval de la Garde royale.
Maréchal de camp en 1824, il prit le commandement d’une brigade au camp de Lunéville, et y fit apprécier bientôt ses capacités militaires.
Le roi lui confia le soin de réorganiser à Saumur, sur de plus larges bases, l'école de cavalerie, licenciée quelques années auparavant.
Survint la révolution de Juillet, elle n’altéra pas la discipline de l’École ; mais rien ne put décider Oudinot à garder son commandement.
Il démissionne de l'armée.

## Retour contraint à la vie militaire devenu homme politique sous la monarchie de Juillet
En 1835, son frère Auguste, colonel du 2e des chasseurs à cheval d’Afrique, fut frappé à mort au moment où, par une charge vigoureuse, à la tête de l’avant-garde, il forçait le défilé de Muley-Ismaël dans les gorges algériennes de la Macta tenu par les troupes d'Abd-el-Kader. Quelques mois après, le marquis Oudinot après avoir repris ses fonctions reçoit l’ordre de partir pour Oran et de prendre le commandement de la 1re brigade du corps expéditionnaire de Mascara. Le général obéissant à la volonté paternelle venait redemander à l’Afrique la dépouille mortelle de son frère. Chargé d’une dangereuse expédition par le maréchal Clausel, il reçut une grave blessure et fut obligé de rentrer en France pour se rétablir.
Le 31 décembre 1835, il fut promu au grade de lieutenant-général.
Élu député de Maine-et-Loire de 1842 à 1851, il siégea chez les Indépendants, puis l'Opposition modérée et la Droite, et se montra, dès son début, ennemi du favoritisme qui récompense les nullités complaisantes et délaisse le mérite indépendant. Les intérêts de l’armée, de l’Algérie, des haras, des remontes, le Code pénal militaire, l’ont fait monter à la tribune.
Il a consacré ses loisirs à des études d’un ordre sérieux ; il a fait paraître des ouvrages qui ont obtenu les suffrages des « hommes spéciaux » c'est-à-dire des savants ou spécialistes, en France et à l’étranger.

## Au service du prince Louis-Napoléon, président de la République
M. le général de division Oudinot, Commandeur de la Légion d’honneur, membre de l’Assemblée nationale, commandant en chef de l'armée des Alpes puis du corps expéditionnaire de la Méditerranée, membre de l’Assemblée législative s'est illustré par un fait d’armes de la plus haute importance : l'expédition de Rome, visant à protéger le pape des troubles révolutionnaires. Il a pris la ville de Rome devenue le siège d’un gouvernement républicain et rétabli le pouvoir pontifical.
Le général Oudinot, rentré en France peu après cette expédition, revint reprendre sa place à l’Assemblée législative. Il aurait pu obtenir par cette mission apparemment facile, mais délicate et prudemment menée à l'instar de son père son bâton de maréchal.

### Commandant de l'expédition italienne de 1849

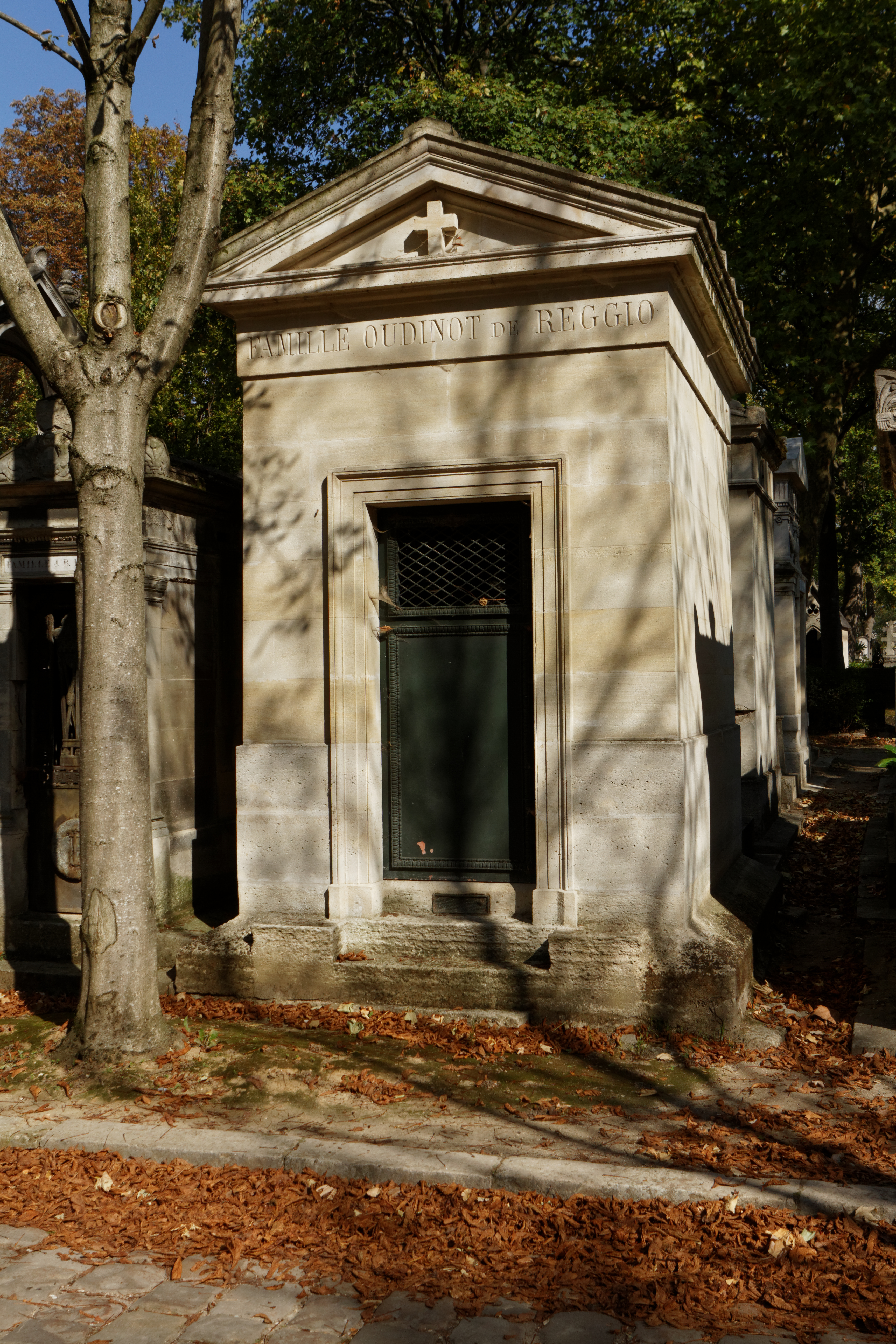
Tombe au cimetière du Père-Lachaise.

Parti de Marseille le 18 avril 1849, sous le commandement du général en chef Oudinot de Reggio, le corps expéditionnaire français débarque le 25 avril 1849 à Civita-Vecchia et occupe la ville sans coup férir. Le 30 avril, 6 000 des soldats français se présentèrent devant Rome, et rencontrèrent sous ses murs une résistance imprévue, essuyant de nombreux coups de canon ; 200 hommes du 20e de ligne emportés par leur ardeur entrent par la porte Saint-Pancrace et sont retenus prisonniers.
Un repli stratégique est ordonné pour instaurer un siège efficace. La première attaque contre les fortifications de la place a lieu le 3 juin. Les opérations se continuent pendant tout le mois avec d’autant plus de lenteur que le général Oudinot, pour ménager les monuments, dirige les attaques du côté où ceux-ci étaient moins exposés au feu des batteries françaises. Le 28 juin, un vigoureux combat d’artillerie ouvre la brèche qui devient praticable le 29. Après deux assauts livrés, la municipalité romaine se présente le 30 juin au soir au quartier général, demandant une capitulation dont les termes sont débattus le 1er et le 2 juillet. Le 2 au soir, la ville renonce à fixer des conditions et ouvre ses portes. Le 3 juillet, le général Oudinot entre vainqueur dans Rome ; le 5, il prend possession du Château Saint-Ange.
La modération des exigences d'Oudinot provient d'un profond agrément des consignes du prince Louis-Napoléon, soucieux par bonne politique de ménager en France les partisans de l'ordre ultramontain et les tenants démocrates d'une république autoritaire. L'aide française à Pie IX, chassé de son siège par la révolution italienne, s'inscrit dans ce cadre. Le 17 juillet, Oudinot rend la ville au pape après lui avoir réitéré les mesures de tempérances dont il a fait preuve au cours de son parcours militaire. Mais une impitoyable répression s'abat sur la ville sainte terrorisée.
Le prince-président informé immédiatement par le général dénonce les excès romains, en particulier dans une lettre au colonel Ney divulguée opportunément à la presse. L'affaire de la phrase « La République française n'a pas envoyé une armée à Rome pour y étouffer la liberté romaine » provoque la démission du ministre catholique Falloux le 7 septembre et de puissants remous dans le parti de l'ordre et les ministères. Le brillant général découvrant l'hypocrisie du pardon politique du saint Père revient en France avec un dégoût chrétien alors que Louis-Napoléon accentue son virage libéral au moment où les forces réactionnaires, tant autrichiennes en Italie que russes en Pologne ou austro-russes en Hongrie, l'emportent avec morgue.

## Distinctions
- Écharpe de Grand-croix et étoile de la Légion d'Honneur du Général Victor Oudinot (Collection Particulière)Légion d'honneur[7] :
  - Légionnaire (17 janvier 1813), puis,
  - Officier (28 novembre 1813), puis,
  - Commandeur (18 mai 1820), puis,
  - Grand officier (12 juillet 1849), puis,

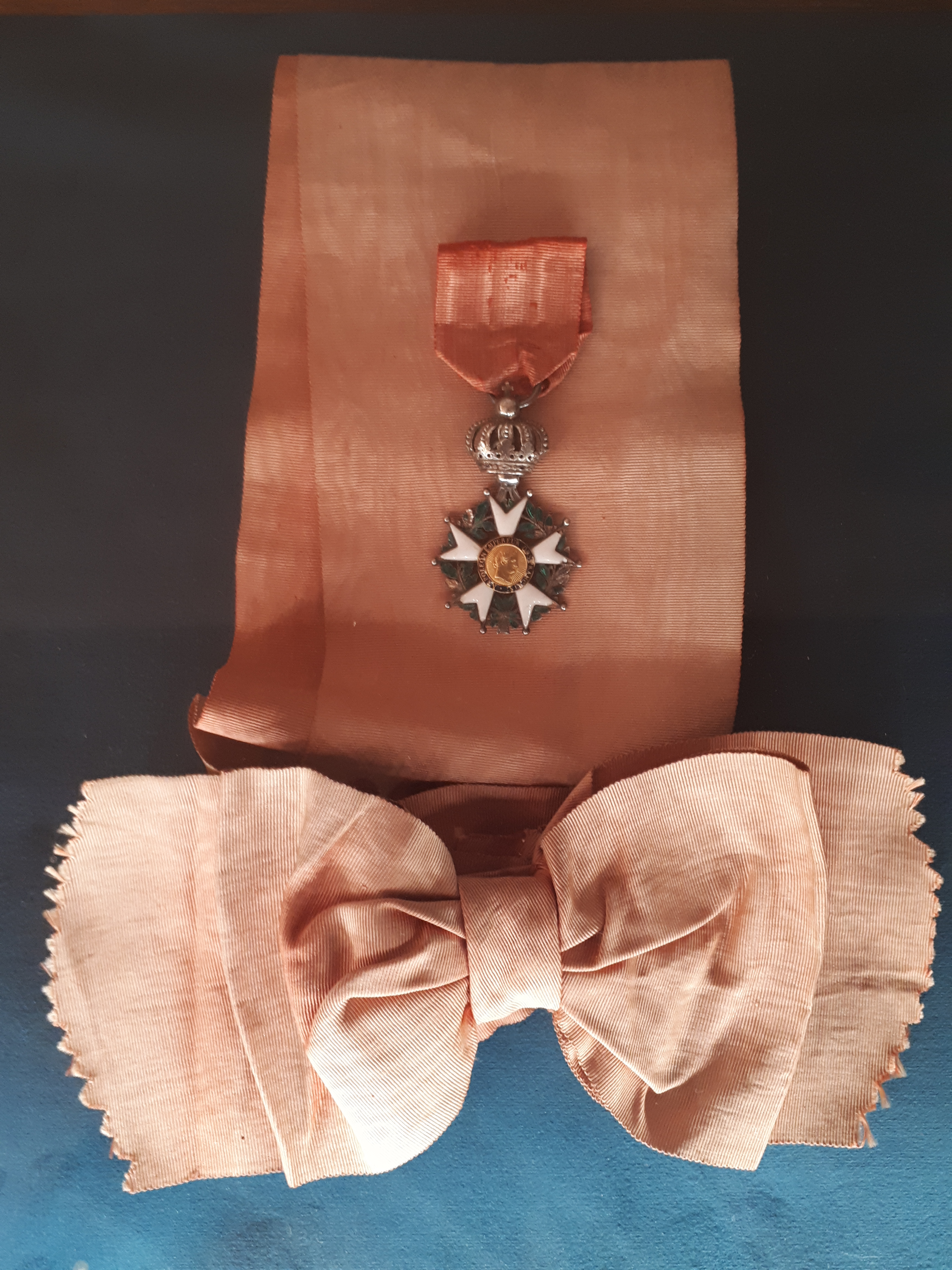
Écharpe de Grand-croix et étoile de la Légion d'Honneur du Général Victor Oudinot (Collection Particulière)

  - Grand-croix de la Légion d'honneur (4 mai 1851) ;
- Chevalier de l'ordre de la Réunion (12 février 1814) ;
- Titulaire de la médaille de Sainte-Hélène ;
- Ordre royal et militaire de Saint-Louis :
  - Chevalier (13 août 1814), puis,
  - Commandeur de Saint-Louis (20 mai 1827) ;
- Grand-croix du Nicham Iftikhar (15 décembre 1847).